# Ciona sheikoi
Ciona sheikoi is een zakpijpensoort uit de familie van de Cionidae. De wetenschappelijke naam van de soort is voor het eerst geldig gepubliceerd in 1998 door Sanamyan.